# Cinq-Ports

Localisation des Cinq-Ports.

Les Cinq-Ports désignent plusieurs ports de la côte méridionale de l'Angleterre, qui jouissent de certains privilèges au Moyen Âge en échange de la fourniture d'une flotte de guerre et de transport à la Couronne anglaise. 

Détail du drapeau des Cinq-Ports.

Ces Cinq-Ports sont, du nord au sud : Sandwich, Douvres, Hythe, New Romney, dans le comté de Kent, et Hastings dans celui du Sussex. 
Trois autres ports, situés également dans le Sussex, ont également dans une moindre importance pu être associés aux Cinq-Ports : Rye, Seaford et Winchelsea. 
Les Cinq-Ports formaient une province militaire et administrative à part entière. 
Le titre de « Lord Warden of the Cinque Ports » — en français : Gouverneur des Cinq-Ports — est aujourd'hui un titre honorifique.

## Source
Cet article comprend des extraits du Dictionnaire Bouillet. Il est possible de supprimer cette indication, si le texte reflète le savoir actuel sur ce thème, si les sources sont citées, s'il satisfait aux exigences linguistiques actuelles et s'il ne contient pas de propos qui vont à l'encontre des règles de neutralité de Wikipédia.